# The Best Little Whorehouse in Texas
The Best Little Whorehouse in Texas és una pel·lícula musical americana de Colin Higgins, estrenada el 1982 segons la comèdia musical de Carol Hall, Larry L. King i Peter Masterson creada a Broadway el 1978.

## Argument
La casa de barrets més famosa i visitada de Texas corre perill. Des del 1910, ha donat servei a quatre generacions de texans. Però un telepredicador la senyala com la casa del Diable i vol tancar-la. El xèrif de la ciutat lluita per mantenir-la oberta, a més és el promès de Mona, la propietària del negoci.

## Repartiment
- Burt Reynolds: Xèrif Ed Earl Dodd
- Dolly Parton: Mona Stangley
- Dom DeLuise: Melvin P. Thorpe
- Charles Durning: Governador
- Jim Nabors: Diputat Fred
- Robert Mandan: Senador Charles Wingwood
- Lois Nettleton: Dulcie Mae
- Theresa Merritt: Jewel
- Noah Beery Jr.: Edsel
- Barry Corbin: C.J.
- Ken Magee: Mansel
- Mary Jo Catlett: Rita Crowell
- Mary Louise Wilson: Miss Modene
- Howard K Smith: ell mateix

## Nominacions
- Oscar al millor actor secundari 1982 per Charles Durning[2]
- Premi Tony al Millor Musical 1979
- Premi Laurence Olivier a la Millor Actriu de Musical per Carlin Glynn